# Biblioteca Ambrosiana
La Biblioteca Ambrosiana es una biblioteca histórica en Milán, que también contiene la galería de arte conocida como Pinacoteca Ambrosiana.
La biblioteca, que debe su nombre a Ambrosio, el santo patrón de Milán, fue fundada en 1607, durante el periodo español del Ducado de Milán, por el cardenal Federico Borromeo, cuyos agentes recorrieron Europa occidental e incluso Grecia y Siria (Imperio otomano) en busca de libros y manuscritos. Algunas adquisiciones importantes de bibliotecas completas fueron los manuscritos del monasterio benedictino de Bobbio (1606), así como los de la biblioteca de Gian Vincenzo Pinelli, cuyos más de 800 manuscritos llenaron 70 cajas cuando fueron enviados a Milán, e incluían la famosa Ilíada iluminada, la Ilias Picta.

## Historia

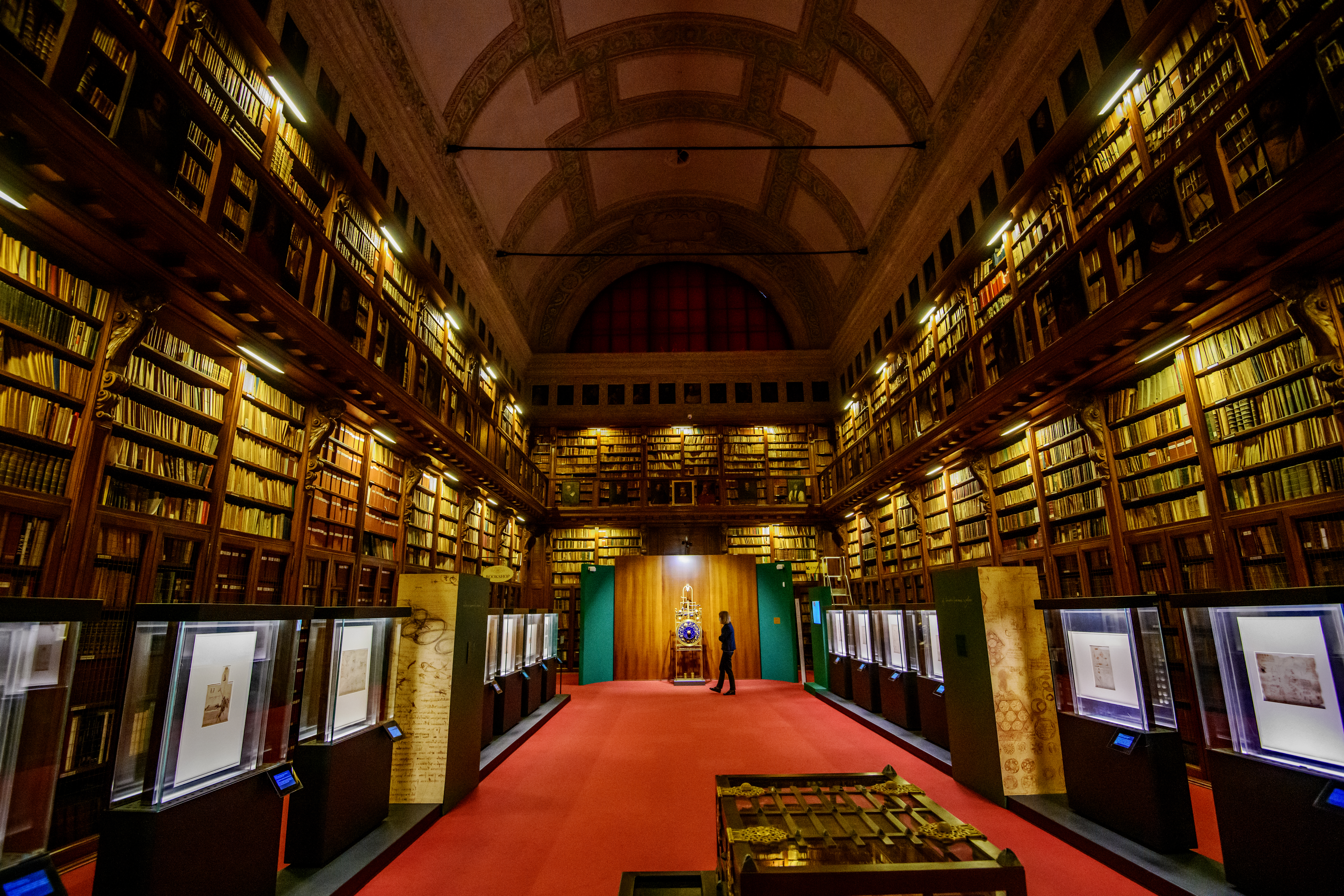
Biblioteca Ambrosiana

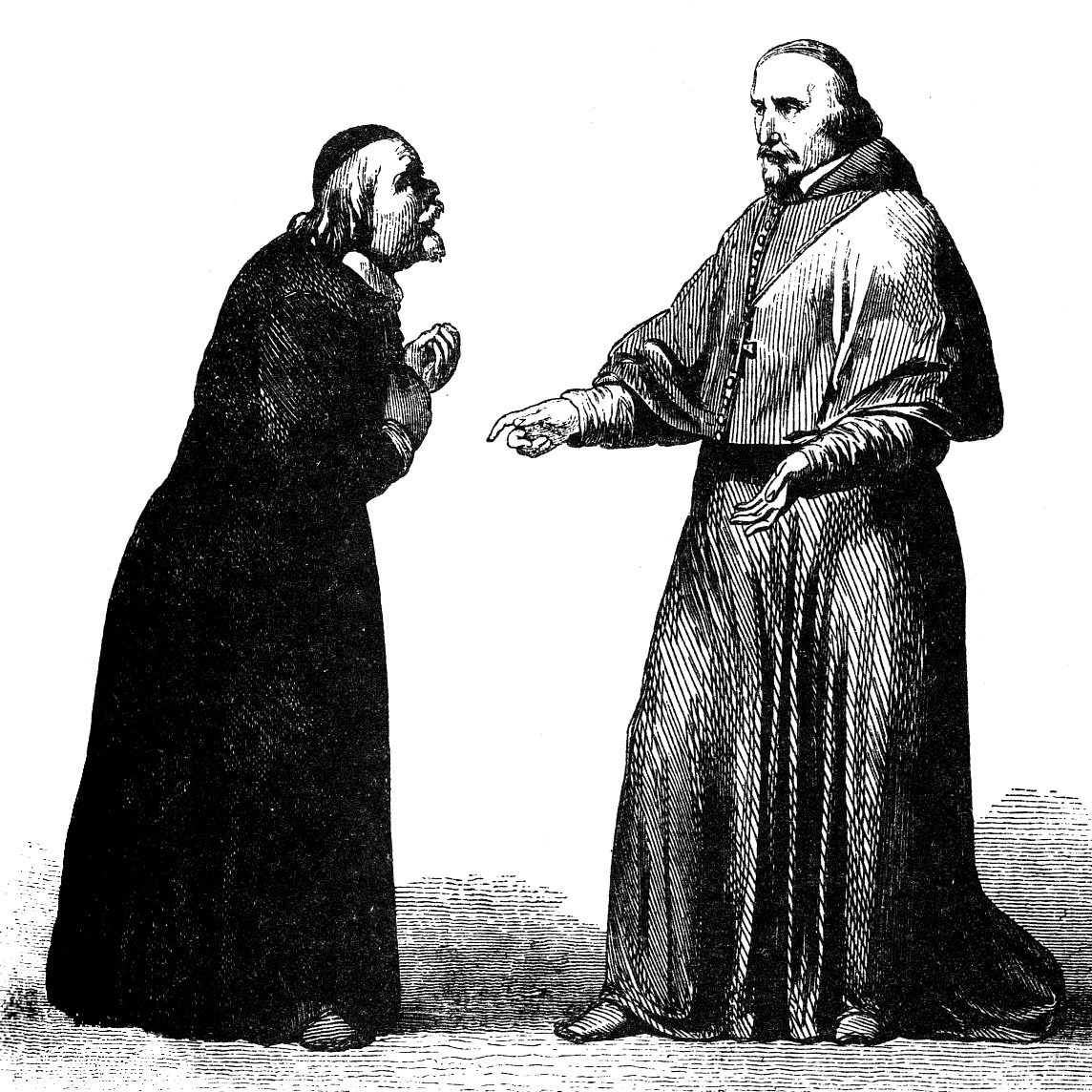
El cardenal Federico Borromeo (derecha), fundador de la biblioteca.

Durante las dos estancias del cardenal milanés Borromeo en Roma, en los años 1585-95 y 1597-1601, planeó desarrollar una biblioteca en Milán, que estaría abierta a los eruditos al servicio de la contrarreforma católica para frenar el avance de la reforma protestante.
La construcción comenzó en 1603 bajo el diseño y la dirección de Lelio Buzzi y de Francesco Maria Richini. La biblioteca se inauguró el día 8 de diciembre de 1609, lo que la convierte en la quinta biblioteca más antigua de Europa después de la biblioteca Malatestiana (Cesena, 1454), la biblioteca dei Girolamini (Nápoles, 1586), la biblioteca Bodleiana (Oxford, 1602) y de la biblioteca Angelica (Roma, 1604). Contaba con una sala de lectura, la Sala Fredericiana, una imprenta y una escuela para la instrucción en las lenguas clásicas. Al momento de abrir, los fondos constaban de 15 000 manuscritos y el doble de libros impresos, que se almacenaban en arcones a lo largo de las paredes, en lugar de estar encadenadas a las mesas de lectura, una práctica aún presente hoy en la biblioteca Laurenciana de Florencia.
Las constantes adquisiciones, aumentadas por legados, requirieron una ampliación del espacio. En 1611 se inició la construcción de un nuevo edificio, terminado en 1618, que incluía también una pinacoteca para albergar principalmente la colección de pinturas y dibujos donadas por el cardenal. En la actualidad hay unos 12 000 dibujos de artistas europeos, desde el siglo XIV al XIX, procedentes de una amplia variedad de dueños y artistas, académicos, coleccionistas, marchantes de arte y arquitectos.
En 1625 se abrió la academia Ambrosiana. En la actualidad cuenta con una academia de doctores, similar a los de la biblioteca del Vaticano. Entre sus figuras más prominentes han figurado Giuseppe Ripamonti, Ludovico Antonio Muratori, Giuseppe Antonio Sassi, el cardenal Angelo Mai y, al principio del siglo XX, Antonio Maria Ceriani, Achille Ratti (el futuro papa Pío XI), y Giovanni Mercati.
Poco después de la muerte del cardenal la biblioteca adquirió doce manuscritos de Leonardo da Vinci, incluyendo el códice Atlanticus. Los preciados manuscritos, incluyendo los códices de Leonardo, fueron requisados por los franceses durante la ocupación napoleónica, y solamente volvieron en parte después de 1815. Entre los manuscritos está el fragmento Muratoriano, de aproximadamente el 170 d. C., el ejemplo más temprano de un canon bíblico.
El 15 de octubre de 1816, el poeta romántico Lord Byron visitó la biblioteca, quedando deslumbrado por las cartas entre Lucrecia Borgia y Pietro Bembo ("Las más bonitas cartas de amor del mundo") y afirmó haber conseguido robar de ellas un mechón de cabello ("el más lindo que se pueda imaginar,") que estaba en la exhibición.
La novelista Mary Shelley también visitó la biblioteca el 14 de septiembre de 1840, pero se sintió decepcionada por las estrictas medidas de seguridad ocasionadas por el reciente intento de robo de «algunas reliquias de Petrarca» que se encontraban allí.
El edificio fue dañado en la Segunda Guerra Mundial, con la pérdida de los archivos de los libretos de la ópera de la Scala, pero fue restaurado en 1952 y experimentó restauraciones importantes en los años 1990. Las vidrieras fueron realizadas por el pintor Carlo Bazzi. Hasta 2007 el rector y prefecto fue el después cardenal Gianfranco Ravasi.